# 富永孝太郎
富永 孝太郎（とみなが こうたろう、1867年1月18日（慶応2年12月13日）- 1945年（昭和20年）10月8日）は、日本の政治家。衆議院議員（2期）。

## 経歴
越後国頸城郡、のちの新潟県中頸城郡美守村（三和村を経て現上越市）出身。東京英和学校で学ぶ。アメリカに渡り、イリノイ大学で学ぶ。帰国後、新潟地方森林会議員、中頸城郡農会長、新潟県農友会長、美守村議、同村長、産業組合中央会監事、同新潟支会長、至誠信用組合長、県信用組合連合会会長、百三十九銀行、新潟貯蓄銀行各取締役となる。
1920年の第14回衆議院議員総選挙において新潟12区から立憲国民党公認で立候補して当選する。1924年の第15回衆議院議員総選挙では革新倶楽部公認で立候補して再選した。衆議院議員を2期務めた。1928年の第16回衆議院議員総選挙には立候補しなかった。1945年死去。